# 伊冯娜·安德森
伊冯娜·安德森（英語：Yvonne Anderson，1990年3月8日—），美国、塞尔维亚女子篮球运动员。她曾代表塞尔维亚国家队参加2020年夏季奥林匹克运动会女子篮球比赛，获得第四名。